# Jesus' Son (singolo)
Jesus' Son è un singolo del gruppo musicale britannico Placebo, pubblicato il 19 agosto 2016 come secondo estratto dalla nona raccolta A Place for Us to Dream.
Il brano appare anche nell'EP Life's What You Make It, uscito anch'esso nel 2016, ed è stato pubblicato in vari formati con la cover dei Talk Talk Life's What You Make It sul lato B.

## Video musicale
Il video, diretto da Joe Connor e con la fotografia di James Henry, è stato girato in Sardegna, nel villaggio di San Salvatore nell'oristanese e sulla spiaggia di Scivu, nel Medio Campidano. Nel videoclip il brano dei Placebo è preceduto dal testo di un'antica canzone in sardo, che viene recitato da una voce fuori campo; nel seguito, immagini della band che interpreta il brano vengono alternate a scene del carnevale sardo, con figuranti che indossano costumi tradizionali.

## Tracce
CD, download digitale
1. Jesus' Son (Radio Edit) – 3:20 (Brian Molko, Stefan Olsdal)

7"
1. Jesus' Son (Radio Edit) – 3:20 (Brian Molko, Stefan Olsdal)
2. Life's What You Make It (Radio Edit) – 3:25 (Mark Hollis, Tim Friese-Greene) – originariamente interpretata dai Talk Talk